# Liste der Naturschutzgebiete im Zlínský kraj

Lage des Zlínský kraj in Tschechien

Die Liste der Naturschutzgebiete im Zlínský kraj umfasst kleinflächige geschützte Gebiete in der Region Zlín, Tschechien. Aufgenommen sind alle offiziell ausgewiesenen Naturreservate und Naturdenkmäler nach dem „Gesetz zum Schutz der Natur und der Landschaft 114/1992“ (Stand Juni 2009).
Für eine Gesamtübersicht siehe die Liste der Naturschutzgebiete in Tschechien.

## Nationale Naturreservate
| Name                | Gründung | Größe [ha] | Lage                                                              | Beschreibung | Ansicht |
| ------------------- | -------- | ---------- | ----------------------------------------------------------------- | --- | ------- |
| Javorina            | 1933     | 165,87     | Okres Uherské Hradiště, Strání                                    | Urwald an den Hängen des Berges Velká Javořina in den Weißen Karpaten                                                                          |         |
| Kněhyně-Čertův mlýn | 1989     | 195,02     | Okres Vsetín, Prostřední Bečva Okres Frýdek-Místek, Čeladná       | Gipfelbereiche der Berge Kněhyně (1257 m) und Čertův mlýn (1206 m) in den Mährisch-Schlesischen Beskiden                                       |         |
| Porážky             | 1987     | 49,76      | Okres Uherské Hradiště, Slavkov Okres Hodonín, Nová Lhota, Suchov | Wiesen mit typischen Pflanzengesellschaften der Weißen Karpaten. Einziger Standort des Hohen Läusekrauts (Pedicularis exaltata) in Tschechien. |         |
| Pulčín-Hradisko     | 1966     | 72,73      | Okres Vsetín, Francova Lhota                                      | Gipfel des Berges Hradisko (773 m n. m.) und die Felsenstadt Pulčínské skály im Javorník-Gebirge                                               |         |
| Razula              | 1933     | 23,52      | Okres Vsetín, Velké Karlovice                                     | Urwald am Hang des Berges Lemešná im Javorník-Gebirge                                                                                          |         |
| Strabišov-Oulehla   | 1953     | 69,64      | Okres Kroměříž, Chvalnov-Lísky, Kunkovice                         | Wald- und Steppengebiet in der Litenčická pahorkatina bei Kunkovice (Mittelmährische Karpaten), Orchideen-Standort                             |         |

## Naturreservate
| Name                  | Gründung | Größe [ha] | Lage                                | Beschreibung | Ansicht |
| --------------------- | -------- | ---------- | ----------------------------------- | --- | ------- |
| Bílé potoky           | 1982     | 8,78       | Okres Zlín, Valašské Klobouky       | Quellwiesen in den Weißen Karpaten |         |
| Čerňava               | 1975     | 18,13      | Okres Kroměříž, Rajnochovice        | Erhebung in den Hostýnské vrchy (843,8 m n. m.), Wälder mit Urwaldcharakter                                                                 |         |
| Dolnoněmčanské louky  | 1982     | 28,82      | Okres Uherské Hradiště, Horní Němčí | Wiesen am Berg Lesná (696 m n. m.) in den Weißen Karpaten. Lebensraum seltener Insekten.                                                    |         |
| Drahy                 | 1982     | 15,08      | Okres Uherské Hradiště, Horní Němčí | Wiesen und Weiden mit Gesellschaften des Verbandes Cirsio-Brachypodion pinnati (Distel-Fiederzwenken-Wiesensteppen) in den Weißen Karpaten. |         |
| Dubcová               | 1956     | 5,82       | Okres Vsetín, Kateřinice            | Erhebung in den Hostýnské vrchy (575 m n.m.)                                                                                                |         |
| Galovské lúky         | 1952     | 21,55      | Okres Vsetín, Huslenky              | Bergwiesen am Berg Hrachovec (777 m n.m.) im Javorník-Gebirge                                                                               |         |
| Halvovský potok       | 1999     | 19,14      | Okres Vsetín, Vsetín                | Tannen-Buchenwald am Berg Vsacký Cáb (842 m n.m.) in den Vsetínské vrchy                                                                    |         |
| Holý kopec            | 1975     | 92,09      | Okres Uherské Hradiště, Buchlovice  | Erhebung im Marsgebirge (548 m n.m.) |         |
| Horní louky           | 1982     | 6,29       | Okres Uherské Hradiště, Suchá Loz   | Weiden am Berg Studený vrch (646 m n.m.) in den Weißen Karpaten                                                                             |         |
| Hutě                  | 1982     | 12,23      | Okres Uherské Hradiště, Žítková     | Ehemalige Weiden in den Weißen Karpaten |         |
| Choryňský mokřad      | 1999     | 20,98      | Okres Vsetín, Choryně               | Feuchtgebiet an der Bečva |         |
| Jalovcová stráň       | 1982     | 8,64       | Okres Zlín, Nedašov                 | Wacholder-Weide in den Weißen Karpaten |         |
| Javorůvky             | 1982     | 5,47       | Okres Zlín, Valašské Klobouky       | Wiese am Berg Královec (655 m n. m.) in den Weißen Karpaten                                                                                 |         |
| Kanada                | 1998     | 18,78      | Okres Uherské Hradiště, Kněžpole    | Nebenarm der March |         |
| Kelčský Javorník      | 1976     | 122,35     | Okres Kroměříž, Rajnochovice        | Die höchste Erhebung in den Hostýnské vrchy (864 m n. m.)                                                                                   |         |
| Klenov                | 1999     | 15,35      | Okres Vsetín, Bystřička             | Erhebung in den Vsetínské vrchy |         |
| Kobylí hlava          | 1998     | 3,39       | Okres Uherské Hradiště, Hluk        | Steppenwiese und Laubwald am Hügel Kobylí hlava (358 m n.m.)                                                                                |         |
| Kolébky               | 1998     | 95,86      | Okres Uherské Hradiště, Nedakonice  | Auwald an der March |         |
| Kovářův žleb          | 1956     | 7,26       | Okres Uherské Hradiště, Vlčnov      | Waldsteppe am Hügel Myšinec (353 m n. m.)                                                                                                   |         |
| Kutaný                | 1969     | 14,93      | Okres Vsetín, Halenkov              | Urwald in den Vsetínské vrchy am Berg Vsacký Cáb (842 m n.m.)                                                                               |         |
| Lazy                  | 1984     | 3,12       | Okres Zlín, Brumov-Bylnice          | Wiese am Berg Pláňava (598 m n. m.) in den Weißen Karpaten                                                                                  |         |
| Makyta                | 2008     | 186,92     | Okres Vsetín, Huslenky              | ausgedehnte Bergwälder im westlichen Teil des Javorník-Gebirges, Lebensraum großer Raubtiere und seltener Vogelarten                        |         |
| Nová hora             | 1982     | 29,61      | Okres Uherské Hradiště, Strání      | Erhebung in den Weißen Karpaten (551 m n.m.)                                                                                                |         |
| Obřany                | 1992     | 23,94      | Okres Kroměříž, Chvalčov            | Erhebung in den Hostýnské vrchy (704 m n. m), bestanden von Schluchtwäldern.                                                                |         |
| Ploščiny              | 1982     | 19,29      | Okres Zlín, Poteč                   | Weide am Berg Ploštiny (739 m n. m.) in den Weißen Karpaten                                                                                 |         |
| Pod Žitkovským vrchem | 1982     | 16,06      | Okres Uherské Hradiště, Žítková     | Weide am Hügel Žítkovský vrch (669 m n.m.) in den Weißen Karpaten                                                                           |         |
| Rovná hora            | 1998     | 12,27      | Okres Uherské Hradiště, Hradčovice  | Erhebung in der Prakšická vrchovina (351 m n.m.). Wiesen und Weiden, Lebensraum seltener Schmetterlinge                                     |         |
| Sidonie               | 1984     | 13,06      | Okres Zlín, Brumov-Bylnice          | Buchenwald in den Weißen Karpaten |         |
| Smrdutá               | 1975     | 6,51       | Okres Kroměříž, Chvalčov            | Erhebung in den Hostýnské vrchy (750 m m.n.), bestanden von Schluchtwäldern mit Felsen- und Höhlensystemen.                                 |         |
| Smutný žleb           | 2001     | 8,50       | Okres Uherské Hradiště, Salaš       | Buchenwald des Typs Luzulo-Fagetum im Marsgebirge                                                                                           |         |
| Sochová               | 1989     | 16,45      | Okres Kroměříž, Rajnochovice        | Erhebung in den Hostýnské vrchy (741 m n.m.), bestanden von Schluchtwäldern                                                                 |         |
| Stará Hráz            | 1994     | 7,76       | Okres Kroměříž, Lískovec            | Laubwald am Fluss Kyjovka im Marsgebirge |         |
| Tesák                 | 1975     | 9,19       | Okres Kroměříž, Rajnochovice        | Buchenwald in den Hostýnské vrchy |         |
| Trnovec               | 2000     | 45,93      | Okres Uherské Hradiště, Kněžpole    | Hartholzaue an der March |         |
| Ve Vlčí               | 1982     | 21,68      | Okres Uherské Hradiště, Vyškovec    | Ehemalige Weiden in den Weißen Karpaten |         |
| Vlčnovský háj         | 1955     | 31,97      | Okres Uherské Hradiště, Vlčnov      | Laubwald mit Beständen des Traun-Blaustern                                                                                                  |         |
| Vrchové               | 1982     | 21,01      | Okres Uherské Hradiště, Drslavice   | Waldsteppe in der Prakšická vrchovina. Lebensraum seltener Insekten.                                                                        |         |
| Záskalí               | 1995     | 31,82      | Okres Kroměříž, Kostelany           | Gipfelbereiche des Berges Kameňák (451 m n. m.) im Marsgebirge                                                                              |         |

## Nationale Naturdenkmäler
| Name              | Gründung | Größe [ha] | Lage                               | Beschreibung | Ansicht |
| ----------------- | -------- | ---------- | ---------------------------------- | --- | ------- |
| Chropyňský rybník | 1925     | 24,09      | Okres Kroměříž, Chropyně           | Teich mit ausgedehnten Wassernuss-Beständen und einer Lachmöwen-Kolonie                                                                 |         |
| Křéby             | 1956     | 4,73       | Okres Kroměříž, Koválovice-Osíčany | Hügel mit trockenliebender Vegetation des Verbandes Cirsio-Brachypodion pinnati (Distel-Fiederzwenken-Wiesensteppen) in der Hanna-Ebene |         |

## Naturdenkmäler
| Name                            | Gründung | Größe [ha] | Lage                                          | Beschreibung | Ansicht |
| ------------------------------- | -------- | ---------- | --------------------------------------------- | --- | ------- |
| Babí hora                       | 1998     | 1,19       | Okres Uherské Hradiště, Hluk                  | Grasbewachsener Hügel (335 m n.m.) mit wärmeliebender Vegetation                                                                 |         |
| Bahulské jamy                   | 1982     | 14,09      | Okres Uherské Hradiště, Horní Němčí           | Wiesen am Hang des Berges Lesná, (696 m n. m.) in den Weißen Karpaten                                                            |         |
| Barborka                        | 1994     | 7,96       | Okres Uherské Hradiště, Buchlovice            | Laubwald am Hügel Modla (Barborka) im Marsgebirge                                                                                |         |
| Bečevná                         | 1948     | 0,27       | Okres Vsetín, Vsetín                          | Laubwald mit Beständen des Blassen Knabenkrautes an der Vsetínská Bečva                                                          |         |
| Bernátka                        | 1975     | 3,00       | Okres Kroměříž, Rajnochovice                  | Buchenwald in den Hostýnské vrchy                                                                                                |         |
| Bezedník                        | 1988     | 1,58       | Okres Zlín, Lukov                             | Teich mit Populationen verschiedener Amphibien in den Hostýnské vrchy                                                            |         |
| Bralová                         | 1953     | 0,85       | Okres Kroměříž, Střílky                       | Wiesensteppe auf einem Hang im Marsgebirge                                                                                       |         |
| Brodská                         | 1999     | 3,91       | Okres Vsetín, Nový Hrozenkov                  | Gipfelbereich des Berges Beskyd (891,7 m n.m.) in den Vsetínské vrchy                                                            |         |
| Břestecká skála                 | 2002     | 4,10       | Okres Uherské Hradiště, Břestek               | Sandsteinfelsen am Berg Komínek (455,8 m n. m.) im Marsgebirge                                                                   |         |
| Budačina                        | 1966     | 8,06       | Okres Zlín, Halenkovice                       | Sandsteinfelsen mit ehemaligem Steinbruch und einer Höhle im Marsgebirge                                                         |         |
| Bzová                           | 1987     | 2,64       | Okres Zlín, Vlčková                           | Buchenwald mit Urwald-Charakter in den Hostýnské vrchy                                                                           |         |
| Cestiska                        | 1995     | 2,98       | Okres Uherské Hradiště, Březová               | Ehemalige Weide in den Weißen Karpaten                                                                                           |         |
| Čertovy skály                   | 1966     | 0,15       | Okres Vsetín, Lidečko                         | Sandsteinfelsen in der Vizovická vrchovina                                                                                       |         |
| Čertův kámen                    | 1988     | 1,86       | Okres Zlín, Provodov                          | Felsen am Berg Rýsov (542,3 m) in der Vizovická vrchovina                                                                        |         |
| Dobšena                         | 1982     | 1,49       | Okres Zlín, Valašské Klobouky                 | Weide am Berg Královec (655 m n. m.) in den Weißen Karpaten                                                                      |         |
| Drážov                          | 1953     | 0,35       | Okres Kroměříž, Zdounky                       | Hang mit wärmeliebenden Pflanzengesellschaften in der Litenčická pahorkatina                                                     |         |
| Dubina                          | 1952     | 0,76       | Okres Kroměříž, Prusinovice                   | Eichenwäldchen |         |
| Dubiny                          | 1995     | 1,37       | Okres Uherské Hradiště, Březová               | Orchideenwiese am Berg Doubrava (550 m n. m.) in den Weißen Karpaten                                                             |         |
| Grun                            | 1991     | 3,46       | Okres Uherské Hradiště, Lopeník               | Weide am Hang des Malý Lopeník (881 m n.m.) in den Weißen Karpaten                                                               |         |
| Hluboče                         | 1991     | 2,58       | Okres Zlín, Brumov-Bylnice                    | Wiese in den Weißen Karpaten |         |
| Holíkova rezervace              | 1987     | 6,22       | Okres Zlín, Držková                           | Buchenwald in den Hostýnské vrchy                                                                                                |         |
| Hrádek                          | 1999     | 3,20       | Okres Vsetín, Študlov                         | Erhebung (678 m n. m.) am Rand der Weißen Karpaten                                                                               |         |
| Hrádek                          | 2002     | 0,33       | Okres Uherské Hradiště, Bánov                 | Ehemaliger Andesit-Steinbruch |         |
| Hrnčárky                        | 1995     | 4,05       | Okres Uherské Hradiště, Strání                | Wiesen mit Travertin-Quellen in den Weißen Karpaten                                                                              |         |
| Chladný vrch                    | 1991     | 2,58       | Okres Zlín, Brumov-Bylnice                    | Buchenwälder mit Urwaldcharakter am Berg Hladký (742 m n. m.) in den Weißen Karpaten                                             |         |
| Chmelinec                       | 1982     | 2,76       | Okres Uherské Hradiště, Vyškovec              | Feuchtes Tal des Baches Drietomics in den Weißen Karpaten                                                                        |         |
| Choryňská stráž                 | 1999     | 8,35       | Okres Vsetín, Choryně                         | Hügel (375 m n. m.) an der Bečva                                                                                                 |         |
| Jalovcová louka                 | 1987     | 2,83       | Okres Zlín, Trnava                            | Wacholder-Weide am Berg Skalka (476 m n. m.) in den Hostýnské vrchy                                                              |         |
| Jarcovská kula                  | 1999     | 0,10       | Okres Vsetín, Jarcová                         | Freistehender Felsen in den Hostýnské vrchy                                                                                      |         |
| Jasenice                        | 1991     | 1,71       | Okres Vsetín, Lešná                           | Ehemaliger Kalksteinbruch |         |
| Ježovský lom                    | 1998     | 0,97       | Okres Uherské Hradiště, Osvětimany            | Ehemaliger Sandsteinbruch, geologische Lokalität                                                                                 |         |
| Ježůvka                         | 1956     | 4,99       | Okres Vsetín, Vsetín                          | Ehemalige Weiden |         |
| Kalábová                        | 1999     | 0,58       | Okres Uherské Hradiště, Březová               | Feuchtwiese am Hang des Studený vrch (646 m n. m.) in den Weißen Karpaten                                                        |         |
| Kamenec                         | 1954     | 3,00       | Okres Kroměříž, Zdounky                       | Ehemaliger Sandsteinbruch |         |
| Kaňoury                         | 1982     | 6,47       | Okres Zlín, Nedašov                           | Wiesen und Weiden am Hang des Berges Vysočka (660 m n.m.) in den Weißen Karpaten                                                 |         |
| Kazatelna                       | 1967     | 0,50       | Okres Kroměříž, Koryčany                      | Freistehender Felsen im Marsgebirge                                                                                              |         |
| Kladnatá-Grapy                  | 1999     | 62,82      | Okres Vsetín, Horní Bečva                     | Fichtenwald und Quellhang an dem Berg Kladnatá (918 m n.m.) in den Mährisch Schlesischen Beskiden                                |         |
| Komínky                         | 1967     | 0,50       | Okres Kroměříž, Kostelany                     | Sandsteinfelsen im Marsgebirge                                                                                                   |         |
| Kopce                           | 1999     | 0,75       | Okres Vsetín, Lidečko                         | Erhebung im Osten der Vizovická vrchovina (699 m n.m.) mit einem Sandstein-Höhlensystem                                          |         |
| Koukolky                        | 2002     | 1,36       | Okres Uherské Hradiště, Tučapy                | Wiesen und Weiden mit wärmeliebender Flora                                                                                       |         |
| Kozel                           | 1967     | 0,50       | Okres Kroměříž, Koryčany                      | Freistehender Felsen im Marsgebirge                                                                                              |         |
| Králky                          | 1987     | 2,53       | Okres Zlín, Lukov                             | Sandstein- und Konglomeratfelsen in den Hostýnské vrchy                                                                          |         |
| Křížový                         | 1999     | 1,30       | Okres Vsetín, Ratiboř u Vsetína               | Erhebung in den Hostýnské vrchy (670,4 m n. m.)                                                                                  |         |
| Kudlačena                       | 1989     | 5,48       | Okres Vsetín, Horní Bečva                     | Feuchtwiesen in den Mährisch Schlesischen Beskiden                                                                               |         |
| Kurovický lom                   | 1999     | 15,12      | Okres Kroměříž, Kurovice                      | See und ehemaliger Kalksteinbruch, geologischer und paläontologischer Fundort                                                    |         |
| Lačnov                          | 1948     | 0,23       | Okres Vsetín, Lačnov                          | Wiesen mit Beständen des Frühlings-Krokus                                                                                        |         |
| Lázeňský mokřad                 | 2001     | 9,18       | Okres Uherské Hradiště, Ostrožská Nová Ves    | Feuchtwiesen in der Aue der March                                                                                                |         |
| Lom Rasová                      | 1982     | 4,43       | Okres Uherské Hradiště, Komňa                 | Ehemalige Sandgrube |         |
| Louka pod Rančem                | 1999     | 0,72       | Okres Vsetín, Vsetín                          | Bergwiese in den Vsetínské vrchy                                                                                                 |         |
| Louky pod Štípou                | 1949     | 4,44       | Okres Vsetín, Růžďka                          | Orchideenwiesen am Berg Štípa (706 m n.m.) in den Vsetínské vrchy                                                                |         |
| Lúčky-Roveňky                   | 1999     | 1,51       | Okres Vsetín, Růžďka                          | Quellhang und Feuchtwiese |         |
| Máchova dolina                  | 2001     | 2,51       | Okres Uherské Hradiště, Salaš                 | Buchenwald im Marsgebirge |         |
| Makovica                        | 2002     | 5,20       | Okres Uherské Hradiště, Buchlovice            | Buchenwald am Berg Holý kopec im Marsgebirge                                                                                     |         |
| Maršava                         | 2002     | 2,40       | Okres Uherské Hradiště, Buchlovice            | Buchenwald am Berg Holý kopec im Marsgebirge                                                                                     |         |
| Medlovický lom                  | 1997     | 1,16       | Okres Uherské Hradiště, Medlovice             | Ehemaliger Porzellanit-Bruch |         |
| Mechnáčky                       | 1982     | 9,65       | Okres Uherské Hradiště, Strání                | Quellwiese in den Weißen Karpaten                                                                                                |         |
| Mokřady Vesník                  | 1999     | 1,47       | Okres Vsetín, Vsetín                          | Feuchtwiesen am Bach Vesník |         |
| Mravenčí louka                  | 1991     | 15,35      | Okres Uherské Hradiště, Vápenice              | Weiden in den Weißen Karpaten |         |
| Na Jančích                      | 1956     | 2,50       | Okres Kroměříž, Chvalčov                      | Wiese in den Hostýnské vrchy mit Beständen des Pyrenäen-Milchstern (Ornithogalum pyrenaicum)                                     |         |
| Na letišti                      | 1956     | 3,33       | Okres Zlín, Otrokovice                        | Nebenarm der March |         |
| Na želechovických pasekách      | 1949     | 1,07       | Okres Zlín, Želechovice nad Dřevnicí          | Steiniger Hang mit Beständen des Leberblümchens in der Vizovická vrchovina                                                       |         |
| Nádavky                         | 2002     | 0,31       | Okres Uherské Hradiště, Boršice u Blatnice    | Grasbewachsener Hügel (364 m n.m.) mit wärmeliebender Vegetation                                                                 |         |
| Nazaret                         | 2002     | 2,80       | Okres Uherské Hradiště, Salaš                 | Alter Buchenwald im Marsgebirge                                                                                                  |         |
| Nové louky                      | 1982     | 12,96      | Okres Uherské Hradiště, Korytná               | Wiese in den Weißen Karpaten |         |
| Obora                           | 1956     | 14,44      | Okres Kroměříž, Kroměříž                      | Mischwald am Hügel Obora (323 m n.m.)                                                                                            |         |
| Okluky                          | 2002     | 0,52       | Okres Uherské Hradiště, Hluk                  | Geologische Lokalität, freigelegte Mergel-Sedimente der Oberkreide (Campanium-Maastrichtium)                                     |         |
| Okrouhlá                        | 1991     | 11,81      | Okres Zlín, Brumov-Bylnice                    | Erhebung in den Weißen Karpaten (656 m n. m.)                                                                                    |         |
| Olšava                          | 1999     | 3,44       | Okres Uherské Hradiště, Podolí                | Nicht regulierter Flussabschnitt                                                                                                 |         |
| Ondřejovsko                     | 1987     | 4,28       | Okres Zlín, Vlčková                           | Buchenwald mit Urwald-Charakter im Gipfelbereich der Erhebung Ondřejovsko (633,8 m n. m.) in den Hostýnské vrchy                 |         |
| Pivovařiska                     | 1999     | 2,66       | Okres Vsetín, Liptál                          | Aue des Baches Štěpková |         |
| Pod Cigánem                     | 1982     | 0,26       | Okres Zlín, Nedašov                           | Feuchtwiese am Berg Cigán (744 m n. m.) in den Weißen Karpaten                                                                   |         |
| Pod Drdolem                     | 1973     | 0,25       | Okres Zlín, Želechovice nad Dřevnicí          | Wiese mit Beständen des Blassen Knabenkrautes am Hang des Hügels Drdol (540 m n. m.) in der Vizovická vrchovina                  |         |
| Pod Horou                       | 1984     | 1,90       | Okres Zlín, Návojná                           | Wiese in den Weißen Karpaten |         |
| Pod Hribovňou                   | 1982     | 6,65       | Okres Uherské Hradiště, Vyškovec              | Wiese am Berg Hribovňa (669 m n.m.) in den Weißen Karpaten                                                                       |         |
| Pod Husí horou                  | 2002     | 0,03       | Okres Uherské Hradiště, Hluk                  | Geologische Lokalität. Freigelegte Kalkstein-Sedimente der Unterkreide (Barremium-Aptium)                                        |         |
| Pod Juráškou                    | 1952     | 1,00       | Okres Vsetín, Horní Bečva                     | Feuchtwiese in den Mährisch-Schlesischen Beskiden                                                                                |         |
| Pod Kozincem                    | 1955     | 20,42      | Okres Kroměříž, Chvalčov                      | Wiese am Hügel Kozinec (479,1 m) in den Hostýnské vrchy                                                                          |         |
| Pod Vrchy                       | 1982     | 1,21       | Okres Zlín, Bohuslavice nad Vláří             | Mischwald mit Beständen des Kleinen Schneeglöckchens am Berg Vrchy (461 m n.m.) in den Weißen Karpaten                           |         |
| Podskaličí                      | 1982     | 1,96       | Okres Zlín, Křekov                            | Wiese am Berg Skalice (444 m n.m.) in den Weißen Karpaten. Bestände des Alpen-Safran                                             |         |
| Poskla                          | 1989     | 2,45       | Okres Vsetín, Hutisko-Solanec                 | Erhebung (576 m n.m.) am Rand der Mährisch Schlesischen Beskiden                                                                 |         |
| Pozděchov                       | 1948     | 0,28       | Okres Vsetín, Pozděchov                       | Wiese mit Beständen des Frühlings-Krokus                                                                                         |         |
| Prlov                           | 1999     | 3,48       | Okres Vsetín, Prlov                           | Orchideenwiesen |         |
| Průkopa                         | 1984     | 2,57       | Okres Zlín, Jasenná na Moravě                 | Freigelegter Hang einer nicht fertiggestellten Eisenbahnstrecke in der Vizovická vrchovina                                       |         |
| Přehon                          | 1955     | 2,27       | Okres Kroměříž, Chvalnov-Lísky                | Grasbewachsener Hang im Marsgebirge                                                                                              |         |
| Rákosina ve Stříteži nad Bečvou | 1994     | 1,76       | Okres Vsetín, Střítež nad Bečvou              | Feuchtgebiet mit Schilfbewuchs                                                                                                   |         |
| Rameno Moravy                   | 1995     | 1,59       | Okres Kroměříž, Kroměříž                      | Nebenarm der March |         |
| Růžděcký Vesník                 | 1999     | 3,65       | Okres Vsetín, Růžďka                          | Wacholder-Weide |         |
| Rybník Neratov                  | 1999     | 1,90       | Okres Vsetín, Prlov                           | Teich am Bach Trubisko |         |
| Skálí                           | 1999     | 19,87      | Okres Vsetín, Karolinka                       | Schluchtwälder am Berg Léští (899,6 m n.m.) in den Vsetínské vrchy                                                               |         |
| Skalka-Polomsko                 | 1952     | 0,87       | Okres Kroměříž, Rajnochovice                  | Hang mit Trockenrasen in den Hostýnské vrchy                                                                                     |         |
| Skalky                          | 2002     | 0,87       | Okres Uherské Hradiště, Bánov                 | Ehemaliger Andesit-Steinbruch |         |
| Skály                           | 1987     | 6,99       | Okres Zlín, Držková                           | Sandsteinfelsen am Berg Skály (536 m n. m.) in den Hostýnské vrchy                                                               |         |
| Smolinka                        | 1982     | 5,41       | Okres Zlín, Lačnov                            | Wiesen mit Beständen des Frühlings-Krokus                                                                                        |         |
| Smradlavá                       | 1999     | 9,28       | Okres Vsetín, Karolinka                       | Buchenwälder am Berg Raťkov (852,5 m n.m.) in den Vsetínské vrchy                                                                |         |
| Solisko                         | 1987     | 9,93       | Okres Zlín, Držková                           | Buchenwald am Berg U tří kamenů (747,7 m n.m.) in den Hostýnské vrchy                                                            |         |
| Stonáč                          | 1955     | 4,77       | Okres Kroměříž, Kroměříž                      | Bach und Tümpel am Stadtrand |         |
| Stráň                           | 1992     | 8,64       | Okres Kroměříž, Slavkov pod Hostýnem          | Grasbewachsener Hang am Berg Hostýn                                                                                              |         |
| Stříbrník                       | 1989     | 14,50      | Okres Vsetín, Hovězí                          | Wiesen und Weiden über dem Tal des Veřečný potok im Vorland des Javorník-Gebirges                                                |         |
| Sucháčkovy paseky               | 1999     | 0,70       | Okres Vsetín, Lačnov                          | Wiesen mit Beständen des Frühlings-Krokus                                                                                        |         |
| Svantovítova skála              | 1999     | 0,16       | Okres Vsetín, Malá Bystřice                   | Sandstein-Felswand am Berg Štípa (706,8 m n.m.) in den Vsetínské vrchy                                                           |         |
| Sviní hnízdo                    | 1991     | 5,34       | Okres Uherské Hradiště, Strání                | Eichen-Buchenwald am Berg Lesná (696 m n.m.) in den Weißen Karpaten                                                              |         |
| Šumlatová                       | 1982     | 0,82       | Okres Zlín, Nedašov                           | Wiese am Berg Holý vrch (830 m n.m.) in den Weißen Karpaten                                                                      |         |
| Terasy                          | 1982     | 10,83      | Okres Uherské Hradiště, Drslavice             | Ehemaliger Obstgarten |         |
| Tlumačovská tůňka               | 1994     | 0,20       | Okres Zlín, Tlumačov na Moravě                | Teich, Lebensraum für Amphibien                                                                                                  |         |
| Tůň u Kostelan                  | 1998     | 1,20       | Okres Uherské Hradiště, Kostelany nad Moravou | Nebenarm der March |         |
| U Petrůvky                      | 1982     | 2,27       | Okres Zlín, Petrůvka                          | Lokalität des Kleinen Knabenkrautes auf einer Bergwiese in den Weißen Karpaten                                                   |         |
| U Vaňků                         | 1999     | 1,38       | Okres Vsetín, Bystřička                       | Laubwald an der Vsetínská Bečva                                                                                                  |         |
| U zvonice                       | 1991     | 1,27       | Okres Uherské Hradiště, Lopeník               | Weide am Berg Kobylec (845 m n. m.) in den Weißen Karpaten                                                                       |         |
| Uherská                         | 2003     | 3,26       | Okres Vsetín, Zděchov                         | Wacholder-Weide am Bach Uherský potok                                                                                            |         |
| Uhliska                         | 1991     | 13,66      | Okres Zlín, Doubravy                          | Feuchtwiesen in der Vizovická vrchovina                                                                                          |         |
| Uvezené                         | 1991     | 14,39      | Okres Uherské Hradiště, Horní Němčí           | Bewaldeter Hang des Berges Horní Kopec (607 m n. m.) in den Weißen Karpaten                                                      |         |
| V Krátkých                      | 1982     | 13,66      | Okres Uherské Hradiště, Vápenice              | Wiesen und Teichlandschaft in den Weißen Karpaten                                                                                |         |
| Vachalka                        | 1999     | 8,30       | Okres Vsetín, Karolinka                       | Urwald am Berg Raťkov (852,5 m n.m.) in den Vsetínské vrchy                                                                      |         |
| Vápenky                         | 1991     | 10,60      | Okres Uherské Hradiště, Strání                | Eichen-Buchenwald in den Weißen Karpaten                                                                                         |         |
| Včelín                          | 1953     | 2,72       | Okres Kroměříž, Zdounky                       | Waldsteppe am Bach Cvrčovický potok                                                                                              |         |
| Vela                            | 1987     | 8,29       | Okres Zlín, Lukov                             | Buchenwald im Gipfelbereich der Erhebung Vela (526 m n. m.) in den Hostýnské vrchy                                               |         |
| Vršky-Díly                      | 1999     | 19,41      | Okres Vsetín, Vsetín                          | Orchideenwiesen am Stadtrand |         |
| Vřesoviště Bílová               | 1982     | 0,30       | Okres Kroměříž, Rajnochovice                  | Torfmoor am Berg Klínec (667 m n. m.) in den Hostýnské vrchy                                                                     |         |
| Za lesem                        | 1982     | 1,22       | Okres Uherské Hradiště, Horní Němčí           | Weide am Hang des Berges Lesná (696 m n.m.) in den Weißen Karpaten. Vorkommen des Alpen-Safran                                   |         |
| Záhumenice                      | 1982     | 11,01      | Okres Uherské Hradiště, Strání                | Wiesen und Weiden am Bach Klanečnice in den Weißen Karpaten. Vorkommen der Ungarischen Platterbse                                |         |
| Zbrankova stráň                 | 1999     | 2,47       | Okres Vsetín, Ratiboř                         | Hanglage mit Beständen einer seltenen Art des Löwenzahns (Taraxacum skalinskanum) am Bach Ratibořka in den Hostýnské vrchy       |         |
| Zubří                           | 1948     | 0,14       | Okres Vsetín, Zubří                           | Wiese mit Beständen des Heuffel-Safran (Crocus heuffelianus)                                                                     |         |
| Žleb                            | 1991     | 4,05       | Okres Uherské Hradiště, Hostětín              | Eichen-Hainbuchenwald und Quellwiesen mit Beständen des Kleinblütigen Fingerkrauts (Potentilla micrantha) in den Weißen Karpaten |         |